# Liste der Monuments historiques in Le Crouais
Die Liste der Monuments historiques in Le Crouais führt die Monuments historiques in der französischen Gemeinde Le Crouais auf.

## Liste der Bauwerke
| Bezeichnung                        | Beschreibung | Standort | Kennzeichnung | Schutzstatus | Datum | Bild |
| ---------------------------------- | ------------ | -------- | ------------- | ------------ | ----- | ---- |
| Manoir de la Louverie (Herrenhaus) |              | (Lage)   | PA35000025    | Inscrit      | 2005  |      |